# Renate Brie-Kölmel
Renate Ilse Elisabeth Brie-Kölmel (* 12. Juli 1913 in Freiburg; † nach 1991) war eine deutsche Studiendirektorin und Lyrikerin.

## Leben
Renate Brie-Kölmel wurde 1913 als drittes Kind der Familie Brie in Freiburg im Breisgau geboren und wuchs auch dort auf. Nach einem Studium der Germanistik, Anglistik und Latein in den Städten Freiburg, München und Bonn folgte ihre Dissertation im Jahr 1938 über Grimmelshausen. Nach einem mehrjährigen Afrikaaufenthalt nach dem Zweiten Weltkrieg arbeitete sie später als Lehrerin und Studiendirektorin. In den frühen 1970er-Jahren hielt sie ein Colloquium über deutsche Literatur der Gegenwart. Renate Brie-Kölmel war die Ehefrau von Professor Wilhelm Kölmel.
Nach ihrer Berufs- und Lehrtätigkeit widmete sich Renate Brie-Kölmel in den 1980er-Jahren der Literatur und veröffentlichte innerhalb weniger Jahre mehrere Lyrikbände bei der Waldkircher Verlagsgesellschaft. 1984 erschien der Band Atemholen, 1986 folgte der Band Zwischenrufe. Unter dem Titel Spurensuche erschien 1988 ihr dritter Lyrikband. Im Jahre 1991 publizierte die Waldkircher Verlagsgesellschaft abschließend noch den Band Gesammelte Gedichte.

## Werke
- Die sozialen Ideen Grimmelshausens besonders über die Bauern, die armen Leute und die Soldaten. Freiburg i. B., Phil. Diss., 1938.
- Atemholen. Waldkirch: Waldkircher Verlagsgesellschaft, 1984. (Gedichte)
- Zwischenrufe. Waldkirch: Waldkircher Verlagsgesellschaft, 1986. (Gedichte)
- Spurensuche. Waldkirch: Waldkircher Verlagsgesellschaft, 1988. (Gedichte)
- Gesammelte Gedichte. Waldkirch: Waldkircher Verlagsgesellschaft, 1991. (Gedichte)